# Вишково
Вишково је насељено место и седиште општине у Приморско-горанској жупанији, Република Хрватска.

## Историја
До територијалне реорганизације у Хрватској налазило се у саставу старе општине Ријека.

## Становништво
На попису становништва 2011. године, општина Вишково је имала 14.445 становника, од чега у самом Вишкову 3.068.

## Попис 1991.
На попису становништва 1991. године, насељено место Вишково је имало 1.419 становника, следећег националног састава:
| Попис 1991.‍   | Попис 1991.‍  | Попис 1991.‍ | Попис 1991.‍ | Попис 1991.‍ |
| ------------- | ------------ | ----------- | ----------- | ----------- |
|               |              |             |             |             |
| Хрвати        | Хрвати       |             | 1.054       | 74,27%      |
| Срби          | Срби         |             | 158         | 11,13%      |
| Југословени   | Југословени  |             | 50          | 3,52%       |
| Муслимани     | Муслимани    |             | 40          | 2,81%       |
| Црногорци     | Црногорци    |             | 13          | 0,91%       |
| Словенци      | Словенци     |             | 8           | 0,56%       |
| Италијани     | Италијани    |             | 5           | 0,35%       |
| Македонци     | Македонци    |             | 5           | 0,35%       |
| Мађари        | Мађари       |             | 3           | 0,21%       |
| Албанци       | Албанци      |             | 1           | 0,07%       |
| Немци         | Немци        |             | 1           | 0,07%       |
| Словаци       | Словаци      |             | 1           | 0,07%       |
| неопредељени  | неопредељени |             | 65          | 4,58%       |
| регион. опр.  | регион. опр. |             | 4           | 0,28%       |
| непознато     | непознато    |             | 11          | 0,77%       |
| укупно: 1.419 |              |             |             |             |